# LimeLight
MADEIN (메이딘), estilizado como MΛDEIN y anteriormente conocido como LIMELIGHT (라임라잇), es un grupo femenino surcoreano formado por 143 Entertainment.

## Historia

### Predebut
Algunas miembros trabajaron en la industria del entretenimiento antes de unirse al grupo. MiU fue concursante del reality de supervivencia Girls Planet 999 pero no llegó a debutar en la alineación final. MiU además fue tarento y modelo bajo N.D Promotion. Actuó en varios videos musicales y comerciales, y fue una modelo para la revista Popteen. Kim Su-hye fue concursante del reality de supervivencia My Teenage Girl donde se clasificó en el puesto 22, pero no llegó a debutar en la alineación final. Oh Ga-eun y MiU aparecieron como modelos para una sesión fotográfica pictorial para Alexander Wang y MAPS.
El 15 de enero de 2022, se anunció que MiU firmó un contrato con 143 Entertainment, y se espera que llegue a debutar en un nuevo grupo femenino. El 15 de abril de 2022, se anunció que Kim Su-hye también firmó un contrato con 143 Entertainment.
El 16 de agosto de 2022, 143 Entertainment anunció que el grupo será un grupo ampliable. El grupo comenzará sus actividades con un reality show predebut titulado Lululala y publicarán un EP tras finalizar el reality show. Se espera que Kang Ye-seo y Mashiro Sakamoto se unan al grupo tras el término del contrato de Kep1er.
El 27 de septiembre de 2022, LimeLight presentó en un showcase en vivo su EP predebut en el Ilji Art Hall en Gangnam-gu, Seúl. En el mismo día, estrenaron el video musical para su primer sencillo «Starlight». El video musical para su segundo sencillo «Eye To Eye» se estrenó al día siguiente. El 29 de septiembre de 2022, su EP predebut, Limelight, fue publicado en varias plataformas de música digitales.

### 2023–presente: Debut oficial conLove & Happiness, "Madeleine",Last Dance,renombrado como MADEIN
El grupo debutó oficialmente el 17 de febrero de 2023, con el EP Love & Happiness. El video musical para el sencillo principal «Honestly», el cual fue publicado el 14 de febrero de 2023, cuenta con las apariciones de Jay de iKon, cuyo grupo también firmó con su respectiva agencia, y Bang Jae-min.
El grupo hizo su primer comeback el 4 de agosto de 2023, con el lanzamiento de su tercer EP Madeleine.
El 27 de diciembre de 2023, se anunció que el cuarto EP del grupo, Last Dance, será el último como trío. El grupo planea reorganizarse y añadir más miembros. El EP fue publicado el 11 de enero de 2024.
El 10 de mayo de 2024, se anunció que las exparticipantes de Produce 101 Japan The Girls, Saito Serina y Abe Nagomi se unirían al grupo para su próximo lanzamiento.
El 16 de mayo de 2024, se anunció que las miembros de Kep1er Sakamoto Mashiro y Kang Yeseo no renovarían contratos con el grupo para próximamente unirse a LIMELIGHT en su próximo lanzamiento.
El 15 de julio de 2024, todas las cuentas SNS pertenecientes a LIMELIGHT pasaron a llamarse MADEIN.
El 28 de noviembre de 2024, se anunció la salida de Gaeun del grupo, tras acusar al CEO de la compañía de abuso sexual, todavía en proceso de investigación. 

## Miembros

### Miembros actuales
- Mashiro (en hangul, 마시로)
- MiU (en hangul, 미유)
- Suhye (en hangul, 수혜)
- Yeseo (en hangul, 예서)
- Serina (en hangul, 세리나)
- Nagomi (en hangul, 나고미)

### Exmiembros
- Gaeun (en hangul, 가은)

## Discografía

### Extended plays
| Título           | Detalles | Posiciones en listas | Ventas        |
| Título           | Detalles | KOR                  | Ventas        |
| ---------------- | --- | -------------------- | ------------- |
| Limelight        | - Publicación: 29 de septiembre de 2022 - Discográfica: 143 Entertainment - Formatos: CD, descarga digital, streaming Lista de canciones 1. "StarLight" 2. "Eye to Eye" 3. "Paradise" 4. "Cha Cha" 5. "StarLight" (a cappella) 6. "Eye to Eye" (a cappella) 7. "StarLight" (instrumental) 8. "Eye to Eye" (instrumental) | 35                   | - KOR: 8,755  |
| Love & Happiness | - Publicación: 17 de febrero de 2023 - Discográfica: 143 Entertainment - Formatos: CD, descarga digital, streaming Lista de canciones 1. "Honestly" 2. "Blanc Noir" 3. "Crystal" 4. "Honestly" (instrumental) 5. "Blanc Noir" (instrumental) 6. "Crystal" (instrumental) 7. "Honestly" (a cappella) 8. "Blanc Noir" (a cappella) 9. "Crystal" (a cappella) | 9                    | - KOR: 39,241 |
| Madeleine        | - Publicación: 4 de agosto de 2023 - Discográfica: 143 Entertainment - Formatos: CD, descarga digital, streaming Lista de canciones 1. Madeleine" 2. "Madeleine (Instrumental)" 3. "Madeleine (Acapella)" | 23                   | - KOR: 10,500 |
| Last Dance       | - Publicación: 11 de enero de 2024 - Discográfica: 143 Entertainment - Formatos: CD, descarga digital, streaming Lista de canciones 1. "Baby, Maybe Crazy" 2. "Ta Da!" 3. "Twenty Twenty" (Korean vs./Miu's solo) 4. "Twenty Twenty" (Japanese vs./Miu's solo) 5. "If U Know, U Know" (Suhye's solo) 6. "If U Know, U Know" (Suhye's solo/Guitar vs.) 7. "Twenty Twenty" (electric piano vs. /Miu's solo) 8. "Baby, Maybe Crazy" (a cappella) 9. "Blanc Noir" (a cappella) 10. "Ta Da!" (a cappella) 11. "If U Know, U Know" (Suhye's solo/a cappella vs.) 12. "Twenty Twenty" (a cappella Korean vs. /Miu's solo) 13. "Twenty Twenty" (a cappella Japanese vs. /Miu's solo) 14. "Baby, Maybe Crazy" (instrumental) 15. "Ta Da!" (instrumental) 16. "If U Know, U Know" (Suhye's solo/instrumental vs.) 17. "If U Know, U Know" (Suhye's solo/ guitar instrumental vs.) 18. "Twenty Twenty" (electric piano instrumental vs./Miu's solo) | —                    | —             |

### Sencillos
| Título                                                                      | Año  | Posiciones en listas | Älbum            |
| Título                                                                      | Año  | KOR Down             | Älbum            |
| --------------------------------------------------------------------------- | ---- | -------------------- | ---------------- |
| «Starlight»                                                                 | 2022 | 173                  | Limelight        |
| «Eye to Eye»                                                                | 2022 | —                    | Limelight        |
| «Honestly»                                                                  | 2023 | 169                  | Love & Happiness |
| «Madeleine»                                                                 | 2023 | 173                  | Madeleine        |
| «Ta-Da!»                                                                    | 2024 |                      | Last Dance       |
| "—" denota una grabación que no se publicó o no se posicionó en esa región. |      |                      |                  |

## Filmografía

### Reality shows
| Year | Title          | Notas                 |
| ---- | -------------- | --------------------- |
| 2022 | Lululala       | Reality show predebut |
| 2023 | LimeLight Land | Reality show debut    |

## Premios y nominaciones
| Ceremonia           | Año  | Categoría                          | Receptor         | Resultado | Ref.   |
| ------------------- | ---- | ---------------------------------- | ---------------- | --------- | ------ |
| Hanteo Music Awards | 2023 | Rookie del año (categoría Mujeres) | LimeLight        | Nominadas | [ 25 ] |
| MAMA Awards         | 2023 | Artista del año                    | LimeLight        | Nominadas | [ 26 ] |
| MAMA Awards         | 2023 | Mejor nuevo artista femenino       | LimeLight        | Nominadas | [ 26 ] |
| MAMA Awards         | 2023 | Álbum del año                      | Love & Happiness | Nominado  | [ 26 ] |